# Schietpartij op de Dam op 7 mei 1945

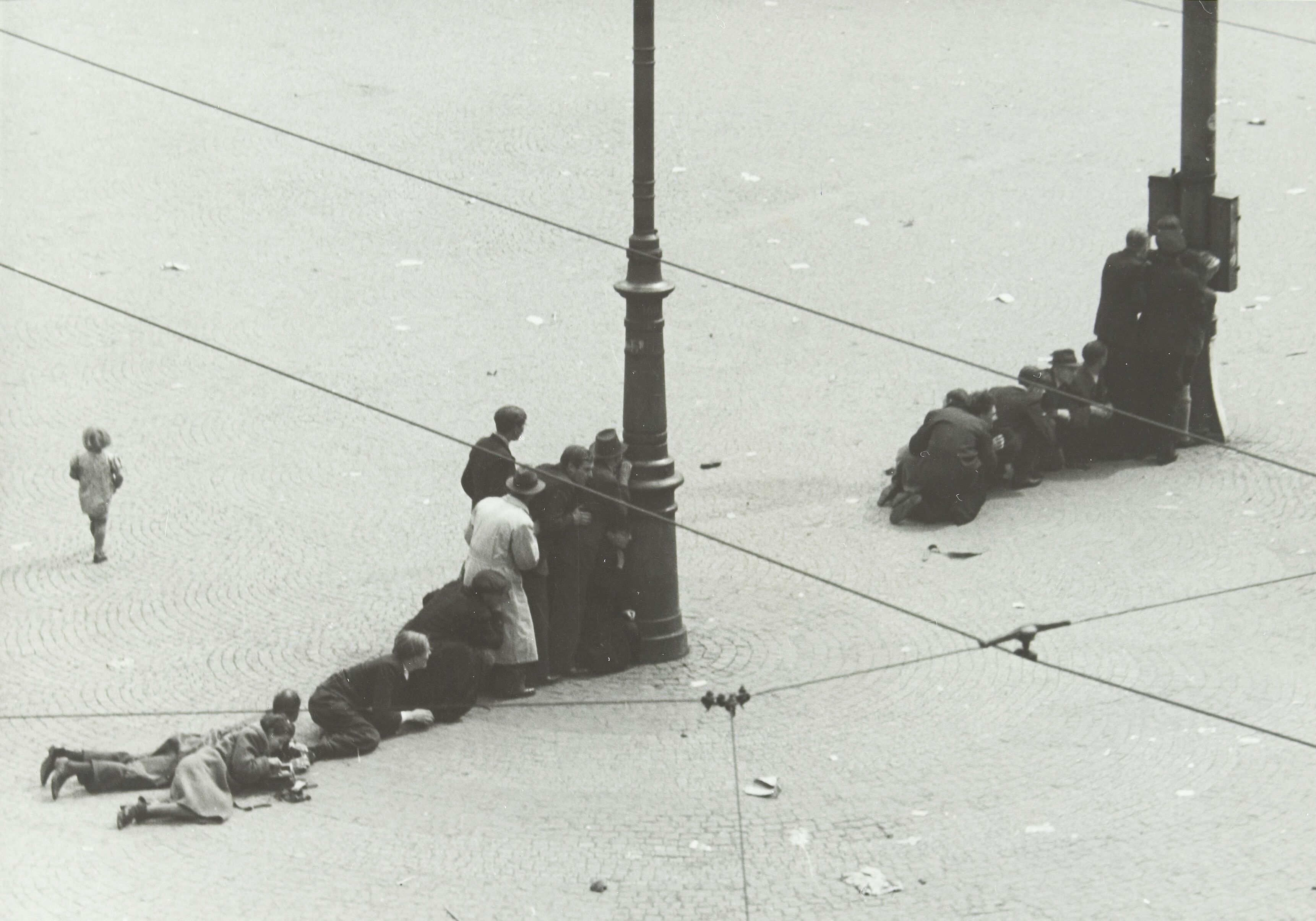
Mensen zoeken dekking, een klein kind loopt verloren rond

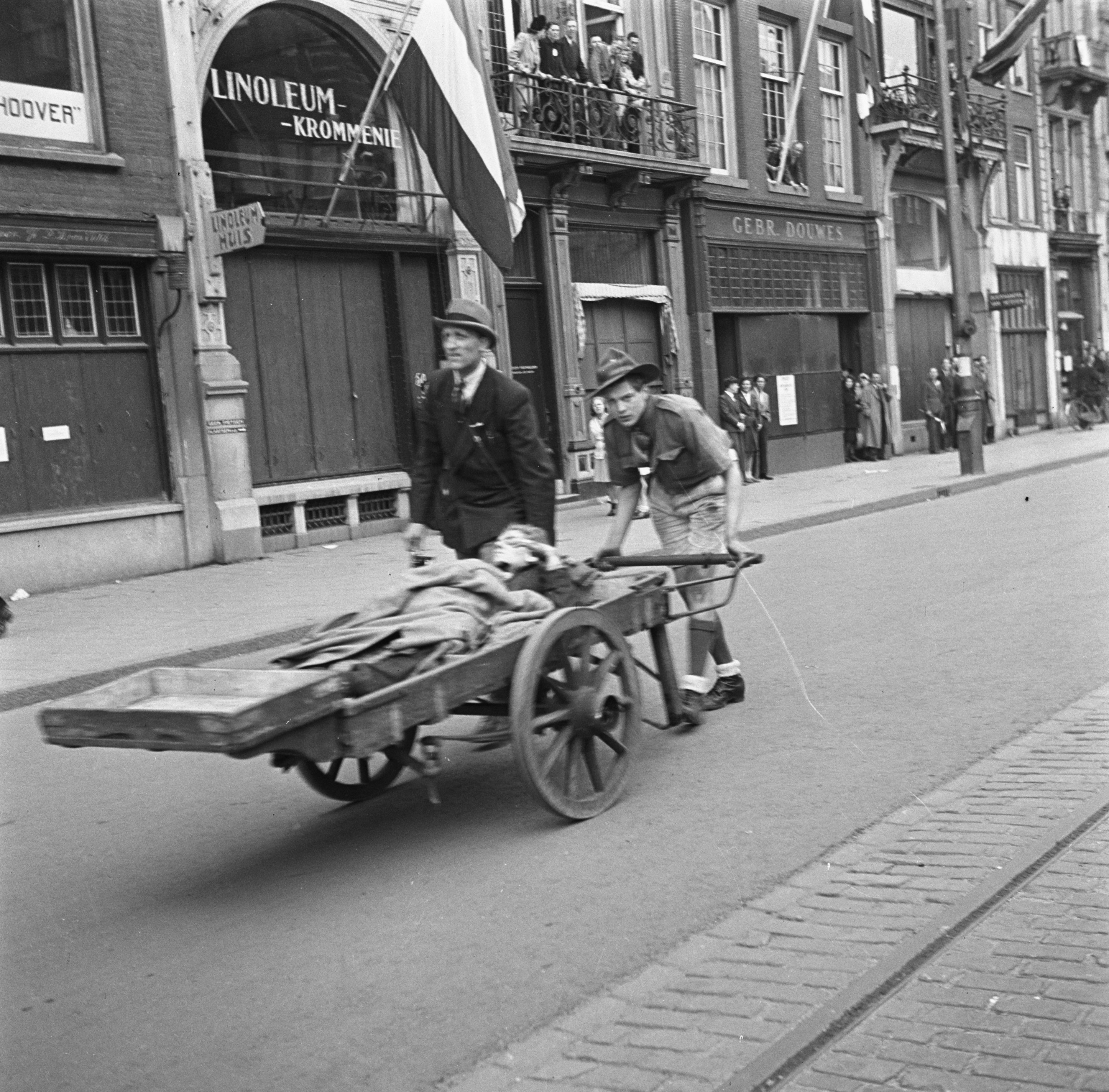
Een slachtoffer wordt afgevoerd

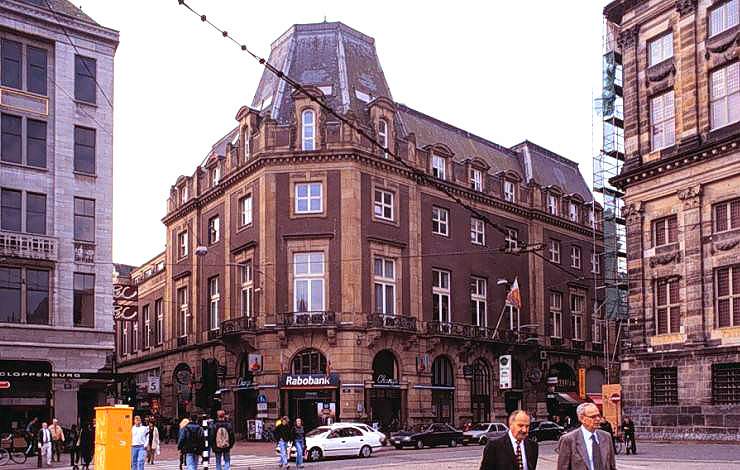
Het gebouw van De Groote Club, vanwaaruit werd geschoten

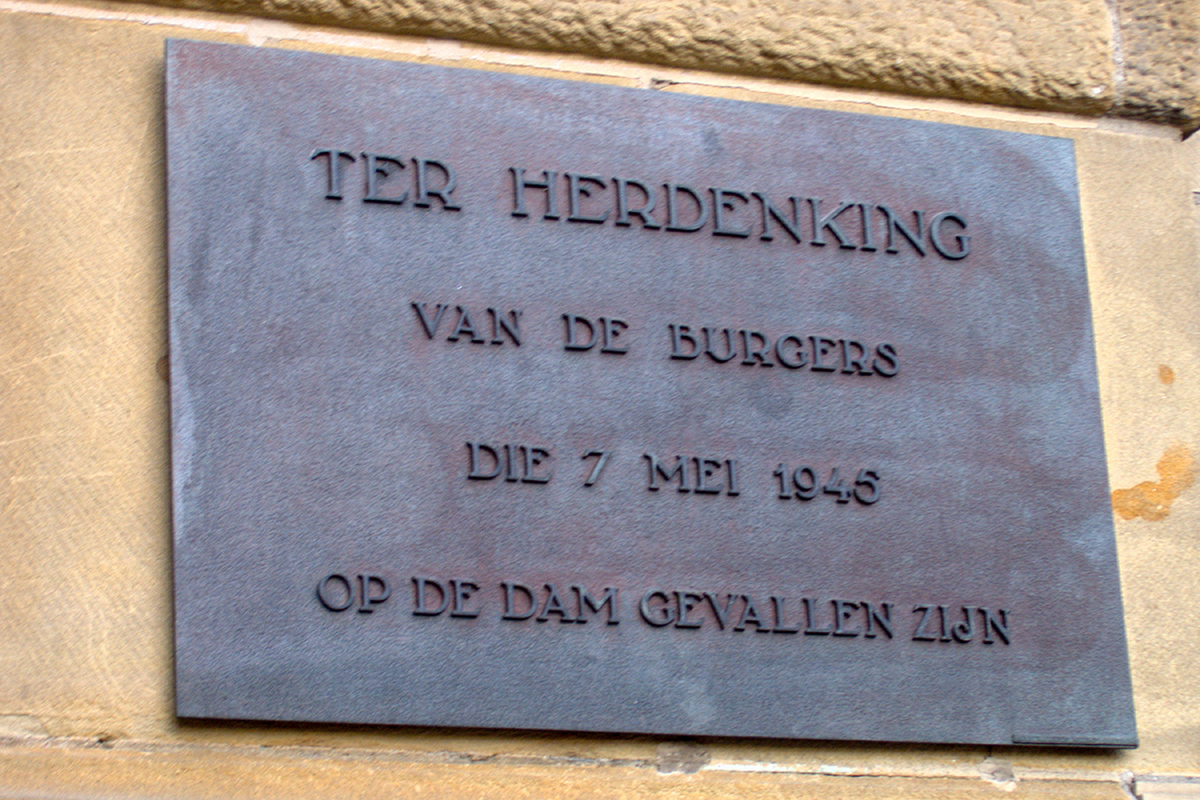
Gedenkplaat op de gevel van De Groote Club, hoek Dam/Kalverstraat

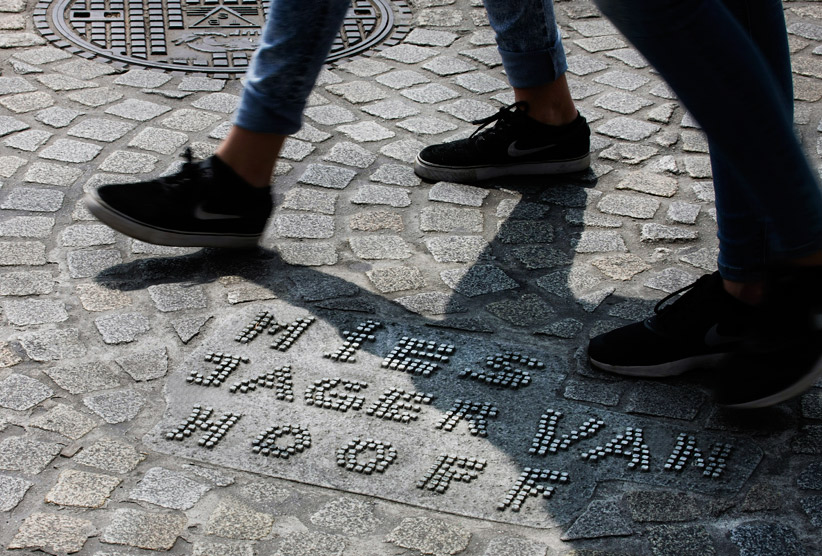
Een van de 32 naamstenen van de slachtoffers van de schietpartij. Op een na werden ze onthuld op 7 mei 2016, de andere werd een jaar later geplaatst. Foto: Gert Jan van Rooij

Op 7 mei 1945, twee dagen na de capitulatiebespreking in Wageningen, werd de bevrijding gevierd op de Dam in Amsterdam toen rond drie uur 's middags plotseling schoten werden gelost door Duitse militairen vanaf het balkon van De Groote Club, op de hoek met de Kalverstraat. Hierbij vielen minstens 32 doden. Mogelijk waren het er meer. Het aantal gewonden is eveneens ongewis. Verschillende krantenartikelen uit die tijd schreven over 100 tot 120 gewonden. In het Binnengasthuis werden negentig gewonden verpleegd, waarvan er 44 werden opgenomen. Op de Dam werden op 7 mei 2016 31 naamstenen onthuld ter nagedachtenis aan degenen waarvan zeker is dat ze aan het bloedbad zijn overleden. Een jaar later werd er een steen met een 32ste naam toegevoegd.

## Bevrijdingsfeest
Op 7 mei was het feest op de Dam in Amsterdam. Duizenden mensen hadden zich verzameld om Canadese bevrijders te verwelkomen, die op die dag verwacht werden. Muziek klonk uit ‘Draaiorgel Het Snotneusje' en mensen dansten in het rond. De stad was echter nog vol met gewapende Duitse militairen en milities van de Binnenlandse Strijdkrachten.
De Duitsers hadden op 4 mei met de geallieerden een wapenstilstand gesloten, waarin onder meer was vastgelegd dat (alleen) de geallieerden de Duitsers in West-Nederland zouden ontwapenen. Aan de Binnenlandse Strijdkrachten, onder leiding van prins Bernhard van Lippe-Biesterfeld, was daarom door de geallieerden opgedragen om geen Duitsers te ontwapenen en zich niet gewapend op straat te vertonen.

## De schietpartij
De vreugde op de Dam veranderde in paniek toen er op de mensenmassa werd geschoten vanuit De Groote Club naast het koninklijk paleis. Rond 15.00 uur schoten Duitse militairen van de Kriegsmarine op de menigte. Er ontstond paniek en de burgers vluchtten alle kanten op. Velen probeerden zichzelf in veiligheid te brengen door naar het Damrak en de aanliggende straten te rennen.
Een aantal mensen zocht dekking achter lantaarnpalen, een tweetal kleine kiosken en het draaiorgeltje. Er vielen volgens lang gehanteerde cijfers tweeëntwintig doden, gebaseerd op toenmalige krantenartikelen waarbij dit aantal het vaakst werd genoemd. De aantallen in de krantenartikelen varieerden echter tussen negentien en - één keer - veertig slachtoffers, maar volgens in 2013 aan het licht gekomen feiten zijn het er zeker 32. Het kunnen er meer zijn, maar van enkele doden is dat niet duidelijk. Ook het aantal gewonden is niet exact bekend. Krantenartikelen hadden het over 100 tot 120 gewonden. De slachtoffers werden door kogels geraakt of onder de voet gelopen. De schietpartij duurde zo'n twee uur.
Volgens de voordracht voor de Militaire Willems-Orde heeft de Nederlandse majoor Carel Frederik Overhoff die Gewestelijk Commandant van het strijdend gedeelte der Binnenlandse Strijdkrachten, Gewest 10, te Amsterdam was, met gevaar voor eigen leven tijdens de schietpartij ingegrepen. Hij heeft, zo staat in de voordracht, "met gevaar voor eigen leven, op een motor met zijspan gezeten, alleen vergezeld door een Duitse officier en een wachtmeester der Koninklijke Marechaussee, als bestuurder, door zijn persoonlijk krachtig en kordaat optreden en door zich moedig tussen de vurenden te begeven, waarbij de bestuurder van het motorrijwiel vlak voor hem dodelijk werd getroffen, het vuren door beide partijen doen staken en de orde hersteld, door welk moedig en beleidvol optreden Amsterdam gespaard bleef voor een noodlottiger omvang of verscherping van dit incident, dat aan de burgerij reeds een aantal van ongeveer twintig doden en honderd en twintig gewonden had gekost".
Volgens een andere bron, een artikel in Vrij Nederland van 28 maart 1981, heeft een van oorsprong Oostenrijkse immigrant, de embryoloog dr. H.A.L. Trampusch, voordat Overhoff was gearriveerd al het schieten weten te beëindigen. Trampusch zou de commandant in De Groote Club aan de telefoon hebben gekregen en deze gedreigd hebben met de krijgsraad als het schieten niet ophield.
Volgens journalist Auke Kok hebben de Duitse commandant en de commandant van de BS gezamenlijk de schietende partijen tot kalmte kunnen brengen.
Tegelijkertijd of kort na deze schietpartij op de Dam vond er ook een schietpartij plaats bij het Victoria Hotel op de hoek van het Damrak en de Prins Hendrikkade. Schutters hier waren in het hotel gelegerde leden van de SS. Aan het Victoria Hotel (zijde Prins Hendrikkade) is ter herinnering een gedenkplaat opgehangen. Ook aan deze schietpartij wist Overhoff een eind te maken. Uit de gedenkplaat is af te leiden dat de wachtmeester van de Koninklijke Marechaussee hier sneuvelde.

## Motieven schutters
Er zijn verschillende theorieën waarom de Duitse militairen begonnen te schieten. Er wordt bijvoorbeeld beweerd dat een Duitse soldaat zich verzette, omdat een lid van de Binnenlandse Strijdkrachten (BS) hem wilde ontwapenen. Dit was tegen de orders van de geallieerden, die de BS hadden opgedragen om afzijdig te blijven. De geallieerden zouden zelf de Duitse bezettingsmacht ontwapenen.
Een andere bron sluit daar in redelijke mate bij aan. Het feest werd gadegeslagen door een aantal Duitse zeemiliciens op het dak van De Groote Club. Er zouden op een zeker moment twee Duitse militairen op de hoek van de Paleisstraat en de Spuistraat door leden van de BS zijn aangehouden. Hen werd gesommeerd om hun wapens over te dragen, waarop een van hen weigerde. Hij werd doodgeschoten, waarna de Duitsers in De Groote Club begonnen te schieten in de richting van deze BS'ers.
Vanaf het Rokin en de Nieuwendijk begonnen andere leden van de BS vervolgens te schieten op de Duitsers, waarna deze met allerhande wapens terugschoten. De menigte op de Dam vluchtte in paniek uiteen, waarbij een aantal van hen in het schootsveld terechtkwam of onder de voet werd gelopen.
Er is ook een verhaal over gefrustreerde dronken soldaten. Ze zouden hun verlies niet hebben kunnen dragen of woedend zijn geweest vanwege de eerder genoemde arrestatie. Dit verhaal werd in 2014 weggezet als een mythe. Een andere mogelijkheid zou kunnen zijn dat ze handelden uit wraakgevoelens vanwege het kaalknippen van zogenaamde 'moffenhoeren' dan wel uit vrees dat ze zelf zouden worden gelyncht.
Er is indertijd geen onderzoek gedaan naar de oorzaak, waardoor het onduidelijk is hoe de schietpartij precies is ontstaan.

## Erfenis

### Monumenten
Op 7 mei 1947 en 7 mei 2016 werden door Amsterdamse burgemeesters een monument onthuld ter nagedachtenis aan de slachtoffers. In 1947 betrof het een plaquette; in 2016 straatstenen met namen van slachtoffers.

### Draaiorgel als symbool
Draaiorgel Het Snotneusje, waar mensen zich achter verscholen, is een symbool van de schietpartij geworden. Tijdens 75 jaar Bevrijdingsdag in 2020 werd het draaiorgel gerestaureerd en werd er, ter nagedachtenis aan de schietpartij, op De Dam weer mee gespeeld.

## Fotografen
Er waren voor, tijdens en na de schietpartij vrij veel fotografen rondom de Dam aanwezig. Dit kwam doordat het Canadese leger werd verwacht. Er is ook veel materiaal bekend, maar geen foto's van schietende soldaten. 
Een lijst van fotografen:
| - Emmy Andriesse - Carel Blazer - Charles Breijer - Joseph Maria Johannes Coesel - John Fernhout - Bert Haanstra - Jacobus Wicher Hofman | - Cees Jongkind - Wil Leijns - Frits Lemaire - Ben van Meerendonk - Margreet Meijboom van Konijnenburg | - Cas Oorthuys - Piet Out - Willem van de Poll - Sem Presser - Wiel van der Randen - Tonny van Renterghem | - Hans Sibbelee - Krijn Taconis - Puck Voûte - Ad Windig - Lou Woudhuysen |